# Central Forest Reserve (dystrykt)

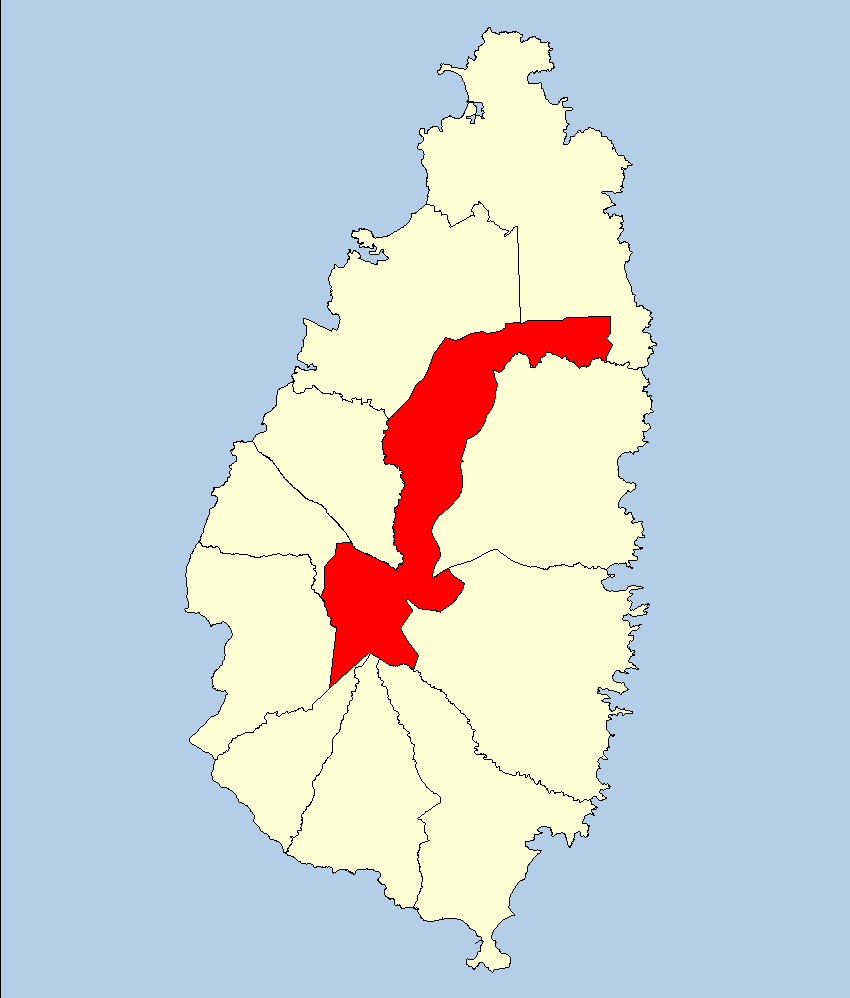
Dystrykt Central Forest Reserve

Central Forest Reserve (Forest) – jeden z 11 dystryktów w Saint Lucia, zajmuje powierzchnię 78 km². Obszar nie jest zamieszkany, gdyż stanowi chroniony rezerwat przyrody.